# Chasmocranus quadrizonatus
Chasmocranus quadrizonatus är en fiskart som beskrevs av Pearson, 1937. Chasmocranus quadrizonatus ingår i släktet Chasmocranus och familjen Heptapteridae. Inga underarter finns listade i Catalogue of Life.